# Maurice Donnay
Pour les articles homonymes, voir Donnay.
Charles Maurice Donnay, né à Paris le 12 octobre 1859 et mort à Paris 8e le 31 mars 1945, est un auteur dramatique et un poète français.

## Biographie

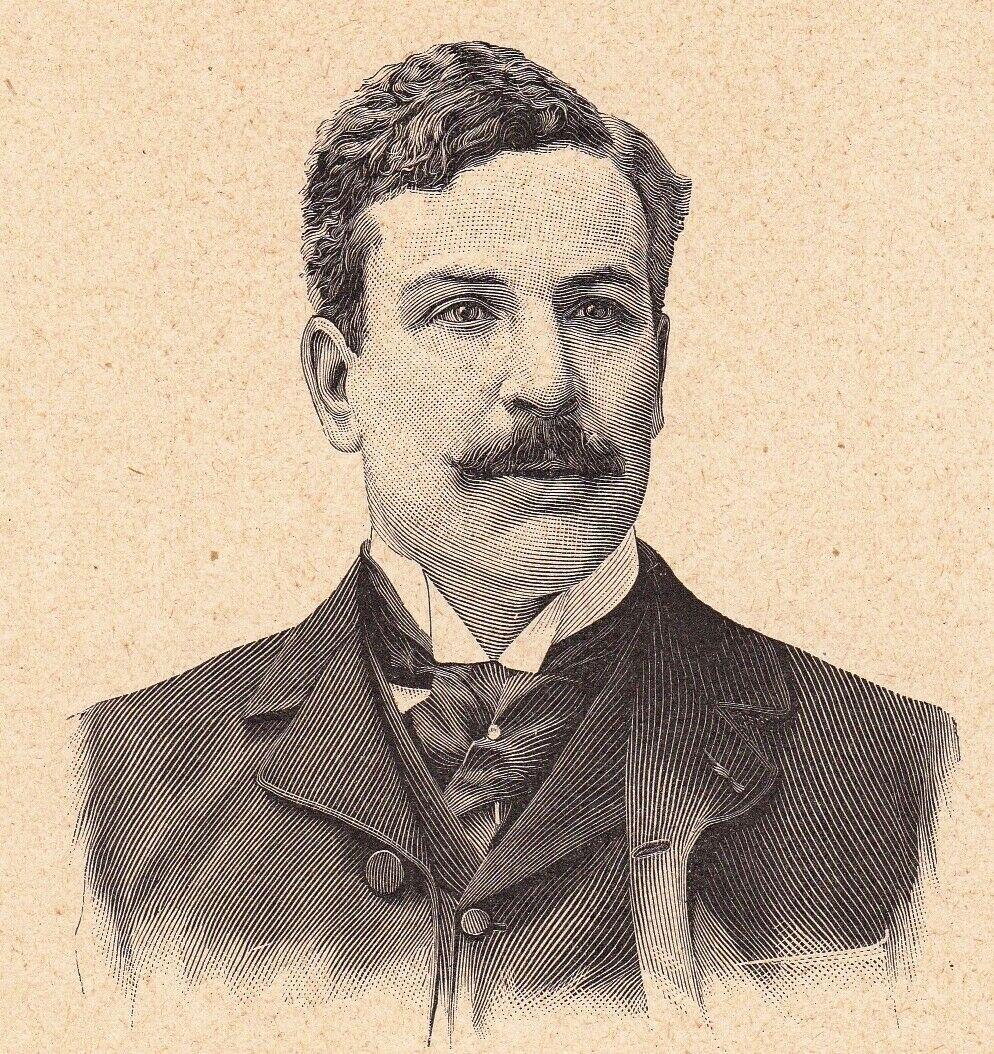
Portrait gravé de Maurice Donnay dans l’Album Mariani.

Fils d’un ingénieur au chemin de fer du Nord, il entreprit de suivre la voie paternelle et entra à l’École centrale des arts et manufactures de Paris en 1882. Il travailla alors comme « dessinateur de charpentes métalliques ». Mais il abandonna rapidement l'industrie pour se consacrer à la littérature. « Donnay, écrit Jules Renard dans son Journal le 28 novembre 1895, a été dessinateur chez les Duclos. Quand il a lâché le dessin, sa famille était désolée. Il s'est même brouillé avec elle. Aujourd'hui, il lui donne des billets de théâtre... »
Avec Alphonse Allais, il composa d'abord des chansons pour le célèbre cabaret du Chat noir. Puis, il se tourna vers le théâtre. En 1892, sa première pièce, Lysistrata, s'inspirait de la comédie éponyme d'Aristophane et fut créée par Réjane dans le rôle-titre.
Ce fut le début d'une longue carrière d'auteur de boulevard, au cours de laquelle Donnay remporta souvent de grands succès avec des pièces comme Les Amants (1895), considérée comme sa meilleure pièce et que Jules Lemaître n'hésita pas à qualifier de Bérénice du théâtre moderne, La Douloureuse (1897) ou Le Torrent (1899). Il eut pour interprètes des acteurs célèbres comme Cécile Sorel, Réjane et Lucien Guitry.
Les pièces de Maurice Donnay, par-delà leur légèreté, révèlent des idées progressistes en ce qui concerne les relations entre les deux sexes, et l'apparente insouciance avec laquelle les dialogues sont composés permet à l'auteur de rendre de manière convaincante le langage parlé.
Le 14 février 1889 , il devient le secrétaire, pour près de deux années, de Jacques Saint-Cère, journaliste au Figaro qui écrivait sur la politique étrangère, et qui fut ensuite directeur de la revue politique Le Cri de Paris fondée par Alexandre Natanson en 1897.
L'auteur était aussi gai que ses comédies. « Une bouche lippue, faunesquement drôle, écrit Yvette Guilbert ; l'œil riant, pétillant de malice, les cheveux crépus à l'africain. Il avait du diable, l'esprit qui brûle et flambe. On ne le rencontrait jamais sans entendre une fusée d'esprit joyeux sortir de ses lèvres. C'était des pétarades de mots drôles plutôt que profonds ; il était gavroche, il était gamin, il était Boulevard, il était Montmartre, il était Paris ! Qu'il était charmant ! »
« Donnay ingénu et charmant, écrit Jules Renard dans son Journal, il a toujours l'air de débuter. Il n'a pas l'arrogance du succès, ni même de l'insuccès. »
Il fut élu à l’Académie française, le 14 février 1907, au fauteuil d’Albert Sorel et fut élevé au rang de Grand officier de la Légion d'honneur le 25 juillet 1935.

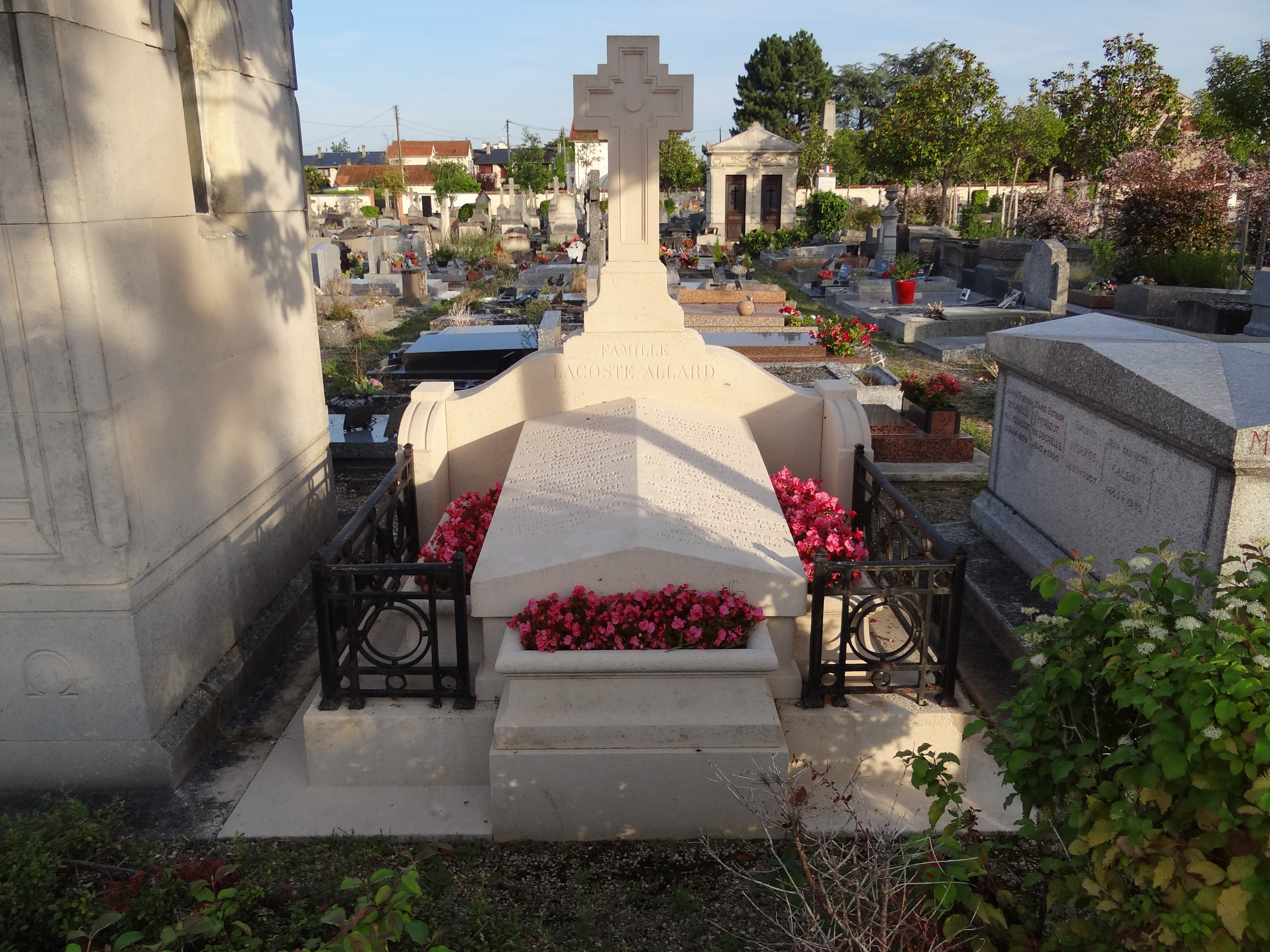
La tombe de Maurice Donnay au cimetière des Landes de Chatou (Yvelines).

Il repose dans le caveau de famille de son épouse, dans l’ancien cimetière de Chatou (dit des Landes) dans le département des Yvelines en région Île-de-France. Son épouse, née Lucie Allard en 1866,  petite cousine d'Alphonse Daudet, est décédée en 1954 à 88 ans.

## Distinction
- Grand officier de la Légion d'honneur (par décret du 25 juillet 1935, insignes remis par le maréchal Pétain le 16 octobre 1935 ; nommé chevalier par décret du 26 juillet 1896, insignes remis par Jules Lemaître le 20 novembre 1896 ; promu officier par décret du 17 juillet 1908, insignes remis par Pierre Hervieu le 8 octobre 1908 ; promu commandeur par décret 5 juillet 1913, insignes remis par Henry Roujon le 10 novembre 1913)[4].

## Œuvres

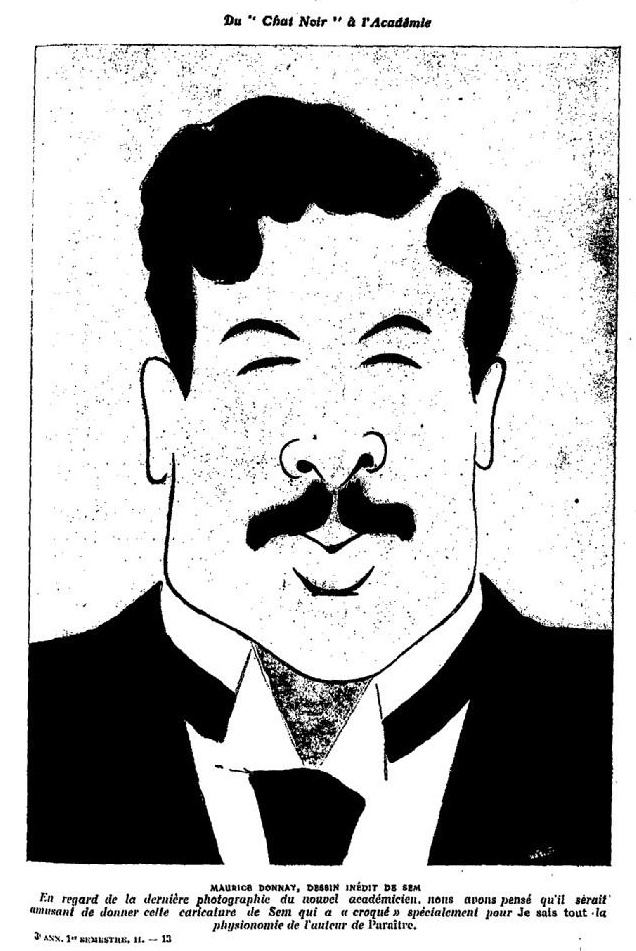
Donnay caricaturé par Sem en 1907.

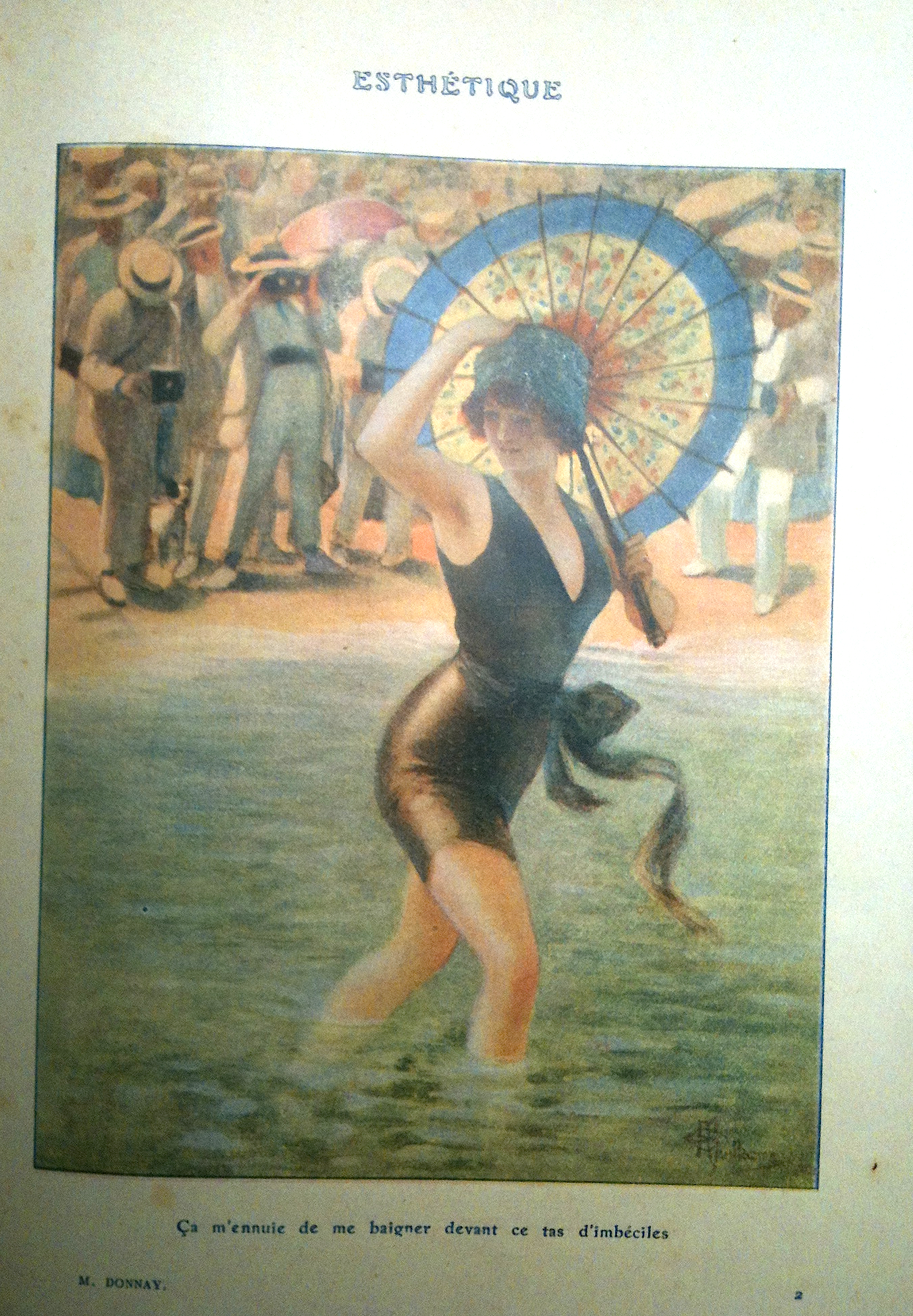
« Ça m'ennuie de me baigner devant ce tas d'imbéciles » : dessin (1911) d'Albert Guillaume pour Esthétique, fantaisie en un acte.

- Ailleurs (1892, revue représentée au Chat Noir en 1891)
- Folle Entreprise (1894)
- Pension de famille (1894)
- La Vrille, comédie en 1 acte, La Bodinière, 26 mars 1895
- Complices (1895), en collaboration avec M. Groselande
- Éducation de prince (1895), éditions Paul Ollendorff, mise en scène le 17 mars 1900 au Théâtre des Variétés[10]
- Amants, comédie en 5 actes (1897), éditions Paul Ollendorff. Texte en ligne
- Lysistrata, vaudeville (1897). En collaboration avec Maurice Leblanc[11]. Texte en ligne
- La Douloureuse (1897)
- L'Affranchie (1898)
- Georgette Lemeunier (1898)
- Le Torrent, comédie en 4 actes (1899), éditions Paul Ollendorff ; Comédie-Française, 5 mai 1899
- La Clairière, avec Lucien Descaves, Théâtre Antoine, 1900, comédie en 5 actes, en prose[10], inspirée de la Clairière de Vaux. Texte en ligne
- La Bascule (1901), au Théâtre des Variétés[10]
- L'Autre danger, comédie en 4 actes (1903), Librairie Charpentier et Fasquelle ; Comédie-Française, 22 décembre 1902
- Le Retour de Jérusalem (1904), Librairie Charpentier et Fasquelle.
- Oiseaux de passage, avec Lucien Descaves, pièce en 5 actes (1904), Librairie Charpentier et Fasquelle ; Théâtre Antoine, 1er mars 1904. Texte en ligne
- L'Escalade, pièce en 4 actes, Théâtre de la Renaissance, 6 novembre 1905
- Paraître (1906)
- La Patronne, pièce en 5 actes, Théâtre du Vaudeville, 6 novembre 1908. Texte en ligne
- Contes, fantaisies, poésies, théâtre de Maurice Donnay, coll. « L'Esprit français », Paris, Félix Juven, 1911.
- Molière, Librairie Arthème Fayard, 1911.
- Le Ménage de Molière, Comédie-Française, 11 mars 1912
- Les Éclaireuses, Comédie Marigny, 26 janvier 1913
- Alfred de Musset, Librairie Hachette & Cie, 1914.
- Pendant qu'ils sont à Noyon (1917). Texte en ligne
- Le Roi Candaule, avec Alfred Bruneau, comédie lyrique en 4 actes, 1er décembre 1920, Opéra-Comique
- Dialogues d'hier (1920). Texte en ligne
- La Chasse à l'homme, comédie en 3 actes (1920), Ernest Flammarion.
- La Belle Angevine, avec André Rivoire, Théâtre des Variétés, 3 avril 1922
- La Curieuse satisfaite, pièce de théâtre (1922). Texte en ligne
- Le Geste, avec Henri Duvernois, Théâtre de la Renaissance, 27 septembre 1924
- Une revue 1830-1930 revue en 2 actes et 30 tableaux de Maurice Donnay et Henri Duvernois, musique Reynaldo Hahn, Théâtre de la Porte-Saint-Martin, 28 octobre 1926
- La Vie amoureuse d'Alfred de Musset, Ernest Flammarion, 1926.
- L'Ascension de Virginie, comédie en 3 actes de Maurice Donnay et Lucien Descaves, Théâtre de la Michodière, 28 septembre 1929. Texte en ligne
- Le Lycée Louis-le-Grand, éditions Gallimard (NRF), collection Collèges et Lycées, 1939

### Œuvres littéraires
- Autour du Chat Noir, souvenirs [12], Grasset, 1926 ; rééd., Grasset, 2017 ; texte sur wikisource
- Des souvenirs, Librairie Arthème Fayard, 1933
- Mes débuts à Paris, Librairie Arthème Fayard, 1937
- J'ai vécu 1900, Librairie Arthème Fayard, 1950 (posthume)
- Mon journal (1919-1939), Librairie Arthème Fayard, 1953 (posthume)

### Iconographie
- Dornac, Portrait de Maurice Donnay (1859-1945), entre 1885 et 1895, photographie, Paris, musée Carnavalet (notice en ligne).